# Avispa Music
Avispa (ou Avispa Music) é um editora discográfica (gravadora) espanhola especializado em heavy metal; trata-se da maior empresa na Espanha deste tipo de música. Nos seus primeiros anos, o seu mercado estava enquadrado dentro do contexto nacional, porem está atingindo o reconhecimento e fama internacionais.

## Alguns artistas
| - Acriter - Amistades Peligrosas - Adagio - Alfredo Moya - Alabarda - Alaire - Amadablan - Ampage - Angelus Apatrida - Angra - Anima Sola - Annihilator - Arkstorm - Ártica (banda) - Aspid - Asterius - At Vance - Avantasia - Avatar - Axxis | - Babylon Chat - Bai Bang - Barbarian - Barón Rojo - Básico - Beethoven R - Beholder - Bella Bestia - Bible of the Devil - Black Messiah - Blackmore's Night - Bonfire - Bonnie Tyler - Breaker - Burialmound - Burning - Burning Skies - By Night - Caskärrabias - Centinela | - Centurion - Chili Charanga - Circle II Circle - Clan Club - Clon DC - Cristina del Valle - Costello - Cowboys & Aliens - Cronómetro Budú - Cruachan - Cuatro Gatos - Dark at Dawn - Darna - Deadsoil - Death Before Disco - Deformación Profesional - Descaro - Desecano - Destruction - Dezperadoz - Extremoduro - Evohe - Sauze - Saratoga (banda) - Stravaganzza - Trad Montana - WarCry - Wereworld |